# Wróblewo (Poznań)
Pour les articles homonymes, voir Wróblewo.
Wróblewo (prononciation : [vruˈblɛvɔ]) est un village polonais de la gmina de Kostrzyn dans le powiat de Poznań de la voïvodie de Grande-Pologne dans le centre-ouest de la Pologne.
Il se situe à environ 2 kilomètres au sud de Kostrzyn (siège de la gmina) et à 19 kilomètres à l'est de Poznań (siège du powiat et capitale régionale).

## Histoire
De 1975 à 1998, le village faisait partie du territoire de la voïvodie de Poznań.

Depuis 1999, Wróblewo est situé dans la voïvodie de Grande-Pologne.